# 黒石やきそば

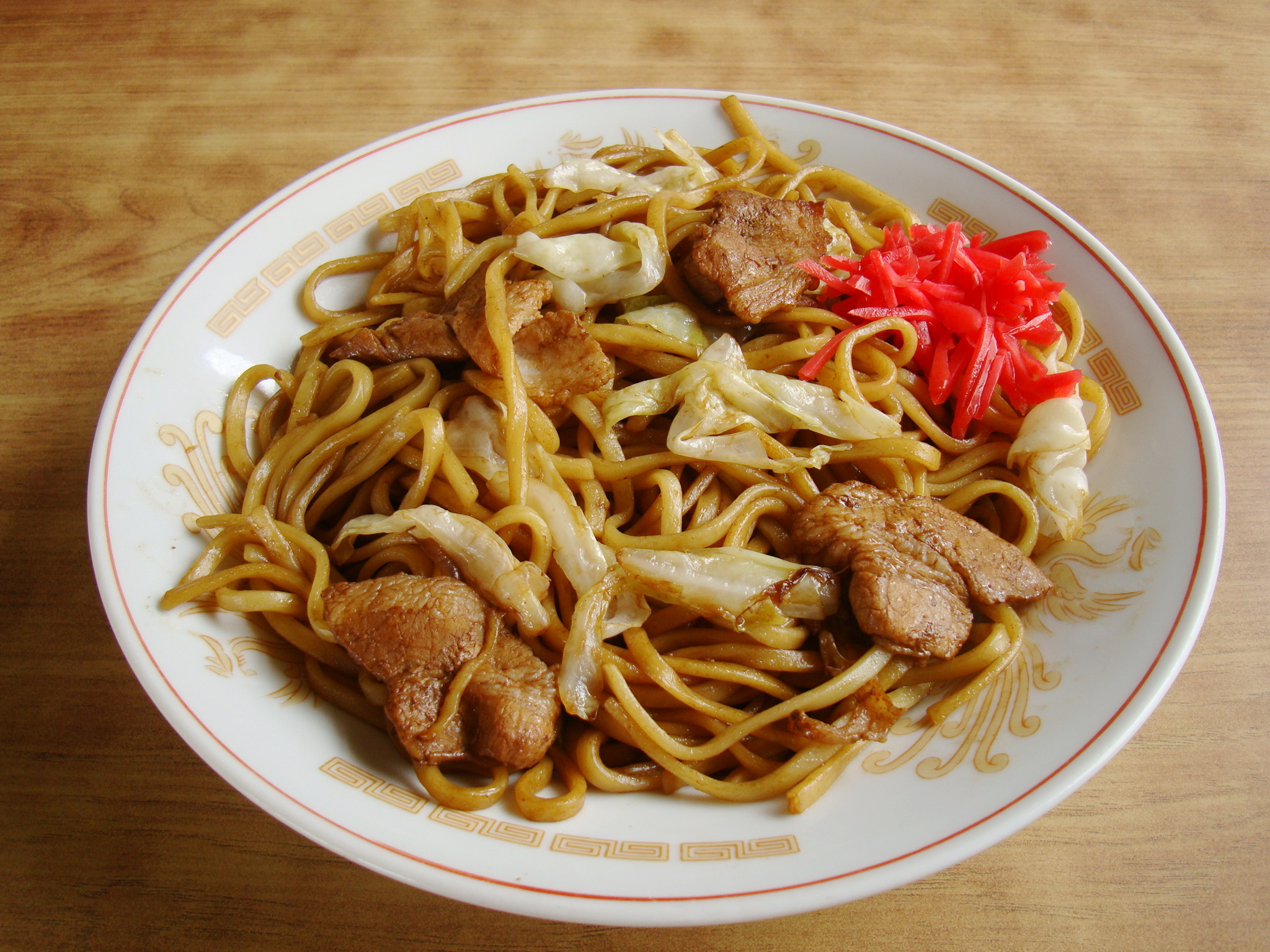
黒石焼きそばの例

黒石やきそば（くろいしやきそば）は、青森県黒石市のご当地グルメ。太くて平たい太平麺（ふとひらめん）を用いるのが特徴である。
黒石市は「焼きそばの町」を掲げている。
焼きそばは日本の都市部では戦前から普及しており、戦後には日本全国的に広まるようになった。黒石市はうどん文化が根強かったため、市内の製麺所では麺を切るカッターがうどん用しかなかった。このうどん用カッターで焼きそばの麺も作っていたことから、うどんのような太平麺での焼きそばが黒石市では普及していった。
2019年7月には町おこしの一環として「創作黒石やきそばコンテスト」が開催され、青森県立黒石高等学校調理部2年生チームの「焼きそばパイ」が最優秀賞を獲得した。
黒石やきそばにそばつゆやラーメンスープをかけたつゆ焼きそばもある。